# Torneo Pre Sudamericano 2016
Il Torneo Pre Sudamericano 2016 si è svolto dal 24 al 25 gennaio 2016: al torneo hanno partecipato quattro squadre di club argentine e la vittoria finale è andata per la prima volta al Club Ciudad de Bolívar.

## Regolamento
Il torneo prevede la partecipazione del club vice-campione d'Argentina in carica, del club vincitore della Coppa ACLAV e delle due migliori classificate al termine del weekend 5 della Liga Argentina de Voleibol nella stagione corrente, che non si siano qualificate attraverso i primi due criteri; si affrontano in gara unica dando vita a semifinali e finali.

## Squadre partecipanti
| Squadra          | Qualificazione                                     | Ultima partecipazione        |
| ---------------- | -------------------------------------------------- | ---------------------------- |
| Ciudad           | 4ª al weekend 5 Liga Argentina de Voleibol 2015-16 | Torneo Pre Sudamericano 2015 |
| Bolívar          | Finalista Liga Argentina de Voleibol 2014-15       | Torneo Pre Sudamericano 2015 |
| Lomas            | 3ª in Coppa ACLAV 2015                             | Torneo Pre Sudamericano 2015 |
| Obras Sanitarias | 5ª al weekend 5 Liga Argentina de Voleibol 2015-16 | Debutto                      |

## Torneo

### Semifinali
| 24 gennaio 2016 República de Venezuela, San Carlos de Bolívar Durata: ? - Spettatori: ? | Lomas   | 3 - 0 | Ciudad           | 25-15, 33-31, 25-20 |
| 24 gennaio 2016 República de Venezuela, San Carlos de Bolívar Durata: ? - Spettatori: ? | Bolívar | 3 - 0 | Obras Sanitarias | 25-23, 25-23, 25-23 |

### Finale 3º posto
| 25 gennaio 2016 República de Venezuela, San Carlos de Bolívar Durata: ? - Spettatori: ? | Ciudad | 0 - 3 | Obras Sanitarias | 19-25, 21-25, 23-25 |

### Finale
| 25 gennaio 2016 República de Venezuela, San Carlos de Bolívar Durata: ? - Spettatori: ? | Lomas | 2 - 3 | Bolívar | 25-22, 18-25, 24-26, 27-25, 8-15 |

## Classifica finale
| Pos | Squadra          | Verdetto                                 |
| --- | ---------------- | ---------------------------------------- |
| 1   | Bolívar          | al Campionato sudamericano per club 2016 |
| 2   | Lomas            |                                          |
| 3   | Obras Sanitarias |                                          |
| 4   | Ciudad           |                                          |